# 杉瀬薫
杉瀬 薫（すぎせ かおる、1976年5月28日 - ）は、大分県別府市出身の日本のプロゴルファー。プロゴルファーとしては珍しく、国立九州大学を卒業している。

## 来歴
1999年に九州大学工学部を卒業後、九州大学大学院に進学するが、大学院1年次にプロゴルファーを目指すことを決意、2000年4月に九州ゴルフ専門学校に第3期生として入学する。
大分舞鶴高等学校時代はカヌー部で活躍し、国体に出場した経験も持つ。しかし、ゴルフの経験はほとんど無く、開始当初は素人同然であり、周りとのレベルの違いに圧倒される。2年間在籍後、更なるレベルアップを計るため、専攻コースに進学して、多くの試合にも出場し実戦での経験を積む。その後、地元大分の城島後楽園CCの研修生となり、試合経験を重ねることとなる。
2回のプロテスト受験に失敗するも、2005年9月、3回目の挑戦でトータル5アンダー（12位タイ）で見事合格し、プロ入りを果たした。
その後、三重カントリー所属となり、マレーシアツアーに参戦し、経験を積む。
2006年、ジャパンオープンに出場。